# 탈레조 (치즈)
탈레조(이탈리아어: Taleggio)는 이탈리아 탈레조 계곡 부근 원산의 치즈이다. 겉 맛이 상당히 촉촉하다. 향이 아주 강한 편이며 그 표피는 얇다.

## 역사
탈레조라는 이름은 10세기 전에 발탈레조 지방의 동굴에서 만들어진 치즈에서 딴 것으로 부드러운 치즈의 종류에서는 가장 오래된 종류이다. 매해 가을과 겨울이면 치즈를 만든다. 자코모 카사노바는 1763년 치즈에 관한 대백과를 편찬하면서 탈레조에 대해서 쓰기도 했다. 하지만 그는 그의 일을 완성하진 못했다.

## 생산
신 맛이 나는 우유를 치즈를 만드는 데 사용하는데 치즈를 통나무 선반 위에 놓는다. 대개는 동굴 안에서 습하게 보존한 채로 온도나 습도 유지를 하는데 6주~10주가 걸린다. 한 주는 해수에 적셔서 내부에 기생충이 침입하게 되거나 색깔이 오렌지색이나 장밋빛으로 변하지 않게 한다.
오늘날에는 무균처리 공정을 사용하기 때문에 색이 좀 더 밝아지거나 향이 좀 더 순해지는 경향이 있다. 여러 향신료나 땅콩류, 레몬이 첨가되기도 한다.

## 영양소
| 탈레조 치즈     | |
| 지방 비율       | 48% |
| 영양소 (100 g): | 칼로리: 294 kcal, 단백질: 18 g, 지방: 25 g, 칼슘: 460 mg, 인: 360 mg, 마그네슘: 22 mg, 비타민 A: 450 mg, 비타민 B2: 280 mg, 비타민 B6: 131 mg, 비타민 E: 4,450 mg |
| 기준            | 18-20 cm2, 높이: 5-8 cm |
| 무게            | 1.8 ~ 2.2 kg |

## 같이 보기
- 스트라키노